# Międzynarodowa Federacja Saneczkarska
Międzynarodowa Federacja Saneczkarska (fr. Fédération Internationale de Luge de Course, niem. Internationaler Rennrodelverband, skrót FIL) – międzynarodowa organizacja pozarządowa, zrzeszająca 52 narodowych federacji saneczkarskich.

## Historia
Jedna z najstarszych międzynarodowych federacji sportowych na świecie. Powołana w 1913 roku w Dreźnie przez Austrię, Niemcy i Szwajcarię. Otrzymała nazwę Międzynarodowa Federacja Sportów Saneczkowych (niem. ISSV - Internationaler Schlittensportverband). W 1927 w Schreiberhau po zawieszeniu działalności z powodu I wojny światowej federacja ponownie została założona przez Austrię, Niemcy i Czechosłowację. ISSV został wchłonięty przez Fédération Internationale de Bobsleigh et de Tobogganing (FIBT - Międzynarodowa Federacja Bobsleja i Toboganu) w 1935 roku i był częścią "Section de Luge" aż do początku lat pięćdziesiątych. W 1954 r. Międzynarodowy Komitet Olimpijski przyjął rezolucję, że saneczkarstwo na sztucznym torze ma zastąpić skeleton i zostać dyscypliną olimpijską.
25 stycznia 1959 r. w Davosie została założona Międzynarodowa Federacja Saneczkarska (fr. FIL - Fédération Internationale de Luge de Course) przez delegatów z 13 krajów. 
Prezydentem FIL od 2020 roku jest Łotysz Einars Fogelis.

## Członkostwo
- MKOl
- GAISF

## Dyscypliny
- tory lodowe
- tory naturalne

## Organizowane zawody
- Mistrzostwa świata w saneczkarstwie (od 1955 roku).
- Mistrzostwa świata w saneczkarstwie na torach naturalnych (od 1979 roku).
- Puchar Świata w saneczkarstwie (tory lodowe) (od 1977 roku).
- Puchar Świata w saneczkarstwie (tory naturalne) (od 1992 roku).
- Mistrzostwa Europy w saneczkarstwie (od 1928 roku).
- Mistrzostwa Europy w saneczkarstwie na torach naturalnych (od 1970 roku).